# Campeonato Mundial de Atletismo Júnior de 2014 - Lançamento de disco feminino
A prova do lançamento de disco feminino do Campeonato Mundial de Atletismo Júnior de 2014 ocorreu entre os  dias 24 e 25 de julho em Eugene, nos Estados Unidos. 

## Recordes
Antes desta competição, os recordes mundiais e do campeonato nesta prova eram os seguintes:
|     | Nome         | Nacionalidade     | Distância | Local        | Data                   |
| --- | ------------ | ----------------- | --------- | ------------ | ---------------------- |
| WJR | Ilke Wyludda | Alemanha Oriental | 74.40 m   | Berlim Leste | 13 de setembro de 1988 |
| CR  | Ilke Wyludda | Alemanha Oriental | 68.24 m   | Sudbury      | 31 de julho de 1988    |

## Medalhistas
| Ouro                   | Prata                | Bronze                     |
| Izabela da Silva (BRA) | Valarie Allman (USA) | Navjeet Kaur Dhillon (IND) |

## Cronograma
Todos os horários são locais (UTC-7).
| Data        | Hora  | Evento       |
| ----------- | ----- | ------------ |
| 24 de julho | 10:00 | Qualificação |
| 25 de julho | 17:45 | Final        |

## Resultados

### Qualificação
Qualificação: 52,00 m (Q) ou pelo menos melhor 12 qualificado (q) 
Grupo A
| Posição | Atleta                  | Nacionalidade  | Tentativas | Tentativas | Tentativas | Resultados | Notas  |
| Posição | Atleta                  | Nacionalidade  | 1          | 2          | 3          | Resultados | Notas  |
| ------- | ----------------------- | -------------- | ---------- | ---------- | ---------- | ---------- | ------ |
| 1       | Izabela da Silva        | Brasil         | 51.63      | 55.96      |            | 55.96      | Q, NJR |
| 2       | Claudine Vita           | Alemanha       | 51.41      | x          | 53.46      | 53.46      | Q      |
| 3       | Liang Yan               | China          | 52.46      |            |            | 52.46      | Q      |
| 4       | Filoi Aokuso            | Austrália      | 51.08      | 41.51      | 52.33      | 52.33      | Q,     |
| 5       | Agnes Esser             | Canadá         | 51.65      | 51.36      | 51.10      | 51.65      | q,     |
| 6       | Tetiana Yuryeva         | Ucrânia        | x          | 49.83      | x          | 49.83      | q      |
| 7       | Kristina Rakočević      | Montenegro     | 47.09      | 49.15      | x          | 49.15      | q      |
| 8       | Katelyn Daniels         | Estados Unidos | x          | 48.01      | 48.39      | 48.39      |        |
| 9       | Veronika Domjan         | Eslovénia      | 47.07      | 45.18      | x          | 47.07      |        |
| 10      | Mona Ekroll Jaidi       | Noruega        | x          | 46.34      | 45.40      | 46.34      |        |
| 11      | Daria Zabawska          | Polónia        | x          | 45.13      | x          | 45.13      |        |
| 12      | Maria Antonietta Basile | Itália         | x          | 44.87      | x          | 44.87      |        |
| 13      | Juliana Pereira         | Portugal       | 41.35      | 43.97      | x          | 43.97      |        |
| 14      | Réka Gyurátz            | Hungria        | 41.06      | 42.70      | 42.08      | 42.70      |        |
| 15      | Rocío Aranda            | Argentina      | 42.39      | 41.08      | 41.79      | 42.39      |        |
| 16      | Shanice Love            | Jamaica        | x          | x          | x          | NM         |        |

Grupo B
| Posição | Atleta                | Nacionalidade  | Tentativas | Tentativas | Tentativas | Resultados | Notas           |
| Posição | Atleta                | Nacionalidade  | 1          | 2          | 3          | Resultados | Notas           |
| ------- | --------------------- | -------------- | ---------- | ---------- | ---------- | ---------- | --------------- |
| 1       | June Kintana          | Espanha        | 52.70      |            |            | 52.70      | Q               |
| 2       | Navjeet Kaur Dhillon  | Índia          | 52.39      |            |            | 52.39      | Q               |
| 3       | Valarie Allman        | Estados Unidos | 52.36      |            |            | 52.36      | Q               |
| 4       | Salla Sipponen        | Finlândia      | 48.72      | 52.08      |            | 52.08      | Q               |
| 5       | Karyna Cherednychenko | Ucrânia        | 46.23      | 48.62      | 50.75      | 50.75      | q               |
| 6       | Nwanneka Okwelogu     | Nigéria        | 49.07      | x          | 49.06      | 49.07      |                 |
| 7       | Shadae Lawrence       | Jamaica        | x          | 48.44      | 46.92      | 48.44      | Recorde pessoal |
| 8       | Evi Weber             | Alemanha       | 46.80      | 47.38      | 48.27      | 48.27      |                 |
| 9       | Milica Vukadinović    | Montenegro     | x          | 46.67      | 48.01      | 48.01      |                 |
| 10      | Kirsty Williams       | Austrália      | 46.79      | x          | x          | 46.79      |                 |
| 11      | Xie Yuchen            | China          | 7.02       | x          | 46.74      | 46.74      |                 |
| 12      | Leandri Geel          | África do Sul  | 42.56      | 43.99      | 45.74      | 45.74      |                 |
| 13      | Chiang Ru-Ching       | Taipé Chinesa  | 43.74      | x          | 45.17      | 45.17      |                 |
| 14      | Lenuta Burueana       | Roménia        | 7.34       | x          | 45.03      | 45.03      |                 |
| 15      | Elefthería Terzáki    | Grécia         | x          | 41.29      | 44.15      | 44.15      |                 |
| 16      | Zsófia Bácskay        | Hungria        |            |            |            | DNS        |                 |

### Final
A prova final foi realizada no dia 25 de julho às 17:45. 
| Posição           | Atleta                | Nacionalidade  | Tentativas | Tentativas | Tentativas | Tentativas | Tentativas | Tentativas | Resultados | Notas           |
| Posição           | Atleta                | Nacionalidade  | 1          | 2          | 3          | 4          | 5          | 6          | Resultados | Notas           |
| ----------------- | --------------------- | -------------- | ---------- | ---------- | ---------- | ---------- | ---------- | ---------- | ---------- | --------------- |
| Medalha de ouro   | Izabela da Silva      | Brasil         | 53.93      | 58.03      | 57.39      | 57.12      | x          | 55.73      | 58.03      | WJL             |
| Medalha de prata  | Valarie Allman        | Estados Unidos | 56.75      | 56.48      | x          | x          | 56.28      | x          | 56.75      |                 |
| Medalha de bronze | Navjeet Kaur Dhillon  | Índia          | 54.08      | 56.36      | 54.61      | 52.83      | x          | x          | 56.36      | Recorde pessoal |
| 4                 | Liang Yan             | China          | 51.49      | 55.70      | x          | 55.21      | 55.72      | 56.27      | 56.27      |                 |
| 5                 | Claudine Vita         | Alemanha       | 54.34      | x          | 54.94      | 55.34      | 55.58      | x          | 55.58      |                 |
| 6                 | Tetiana Yuryeva       | Ucrânia        | 50.79      | x          | 53.11      | x          | 54.35      | 52.19      | 54.35      |                 |
| 7                 | Filoi Aokuso          | Austrália      | 53.61      | 50.87      | 53.85      | 52.45      | 53.92      | 47.93      | 53.92      | Recorde pessoal |
| 8                 | June Kintana          | Espanha        | 52.91      | 53.34      | x          | 53.36      | x          | x          | 53.36      |                 |
|                   |                       |                |            |            |            |            |            |            |            |                 |
| 9                 | Karyna Cherednychenko | Ucrânia        | 47.88      | 51.43      | 48.90      |            |            |            | 51.43      |                 |
| 10                | Salla Sipponen        | Finlândia      | x          | x          | 51.10      |            |            |            | 51.10      |                 |
| 11                | Kristina Rakočević    | Montenegro     | 45.87      | 47.20      | 49.44      |            |            |            | 49.44      |                 |
| 12                | Agnes Esser           | Canadá         | x          | x          | 49.05      |            |            |            | 49.05      |                 |

Legenda
| Recorde mundial       | Recorde mundial (World record)               |                       | Recorde africano                      | Recorde africano (African) |                                           | Q | Classificado por posição (Qualified) |
| Recorde do campeonato | Recorde do campeonato (Championship record)  | Recorde da América    | Recorde da América (Americas)         | q                          | Classificado por melhor tempo (Qualified) |   |                                      |
| Melhor marca do ano   | Melhor marca do ano (World leading)          | Recorde asiático      | Recorde asiático (Asian)              | DNS                        | Não largou (Did not start)                |   |                                      |
| Recorde nacional      | Recorde nacional (National record)           | Recorde europeu       | Recorde europeu (European)            | DNF                        | Não terminou (Did not finish)             |   |                                      |
| Recorde pessoal       | Recorde pessoal do atleta (Personal best)    | Recorde da Oceania    | Recorde da Oceania (Oceania)          | DSQ / DQ                   | Desclassificado (Disqualified)            |   |                                      |
| Recorde da temporada  | Recorde da temporada do atleta (Season best) | Recorde sul-americano | Recorde sul-americano (South America) | NM                         | Sem marca (No mark)                       |   |                                      |